# Cerklje ob Krki
Cerklje ob Krki – wieś w Słowenii, w gminie Brežice. W 2018 roku liczyła 235 mieszkańców.